# Woman (Kesha)
Woman è un singolo della cantautrice statunitense Kesha, pubblicato il 23 gennaio 2018 come terzo estratto dal terzo album in studio Rainbow.
Il singolo ha visto la collaborazione del gruppo musicale statunitense Sharon Jones & The Dap-Kings. Prima di essere pubblicato come singolo ufficiale venne pubblicato come singolo promozionale il 14 Luglio 2017 insieme al suo video musicale e debuttò alla posizione 96 della classifica statunitense.

## Descrizione
Durante un'intervista con la nota rivista Rolling Stone, Kesha ha dichiarato: 

## Accoglienza
Rolling Stone ha chiamato la canzone "funk-laden", mentre la Daily Mail la riferisce come un "inno femminile".

## Video musicale
Il video musicale è stato pubblicato il 13 luglio 2017 e mostra Kesha che si esibisce presso il Oddity Bar di Delaware. Anche i membri maschili della band Kesha, The Creepies e Saundra Williams appaiono nel video.

## Classifica
| Classifica (2017) | Posizione |
| ----------------- | --------- |
| Australia         | 78        |
| Canada            | 80        |
| Stati Uniti       | 96        |